# Bacólod (Lánao del Norte)
Bacólod , antaño conocido por Bakulud, es un municipio filipino de cuarta categoría, situado al norte de la isla de Mindanao. Forma parte de  la provincia de Lánao del Norte situada en la Región Administrativa de Mindanao del Norte en cebuano Amihanang Mindanaw, también denominada Región X. 
Para las elecciones está encuadrado en el Primer Distrito Electoral.

## Barrios
El municipio  de Bacólod se divide, a los efectos administrativos, en 16 barangayes o barrios, conforme a la siguiente relación:
| - Alegría - Babalaya - Babalayan (casco antiguo) | - Binuni - Demologán - Demarao - Esperanza | - Kahayag - Liangan del Este - Punod (Maliwanag) | - Mate - Minaulón - Pagayawan | - Población Bacólod - Rupagan - Delabayán del Oeste |  |

## Historia

### Influencia española

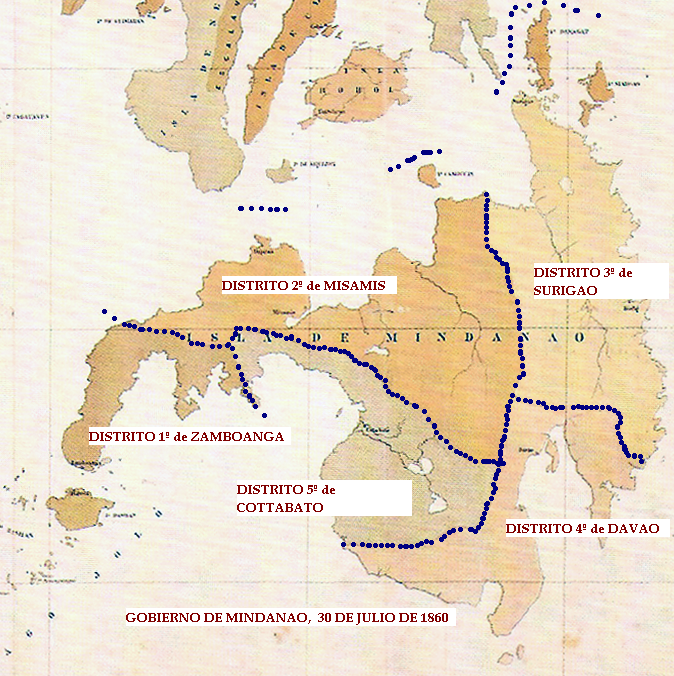
Gobierno de Mindanao: Los 5 Distritos creados por Real Decreto de 30 de julio de 1860.

El Distrito 7º de Lanao creado a finales del siglo XIX, concretamente el 8 de octubre de 1895, formaba parte del Imperio español en Asia y Oceanía (1520-1898).
Su territorio, segregado de los distritos 5º de Cottabato y 2º de Misamis, no fue  dominado completamente por las armas españolas. El término de Bacólod formaba parte de Misamis.

### Ocupación estadounidense
En 1903 fue creada la provincia del Moro, siendo Lánao uno de sus distritos. La provincia de Lánao fue creada en 1914 formando parte del Departamento de Mindanao y Joló (1914-1920)  (Department of Mindanao and Sulu) .

### Independencia
El 10 de mayo de 1956 fue creado el distrito municipal de Bacólod formado por los siguientes  barrios hasta entonces pertenecientes al municipio de Colambugán: Bacólod, Rupagan, Minaolon, Dimologan, Binuni, Liangan West, Esperanza, Cahayag, Camp One, Camp Three, Mati East and West, Pagawayan, Babalaya-Matabaogan, Dilabayan y Barogohan East.
El 27 de febrero de 1959 fue creado el municipio  de Maigo al que se ceden los siguientes  barrios y sitios hasta entonces pertenecientes al municipio de Bacólod: Liagan Proper, Barogohan, Camps I, II y III.
El 22 de mayo de 1959 la provincia de Lánao fue dividida en dos provincias, una que se conoce como Lánao del Norte y la otra como Lánao del Sur.
Bacólod es uno de los 10 municipios que forman la provincia de Lánao del Norte.